# 江苏宝应经济开发区
江苏宝应经济开发区（黄塍镇），是由中华人民共和国江苏省扬州市宝应县下辖的乡镇级行政单位黄塍镇和江苏宝应经济开发区合并建立的一个省级经济开发区。2017年3月17日，江苏宝应经济开发区与原黄塍镇区镇合一。
江苏宝应经济开发区是江苏省首批省级开发区，规划面积50平方公里，已形成智能输变电装备产业和光伏制造产业为主导，IT智能制造和汽配产业为辅，以及一个南北共建产业园为亮点的产业集群。累计进区项目675个，总投资700多亿元。中航工业宝胜集团工业总产值超250亿元，旗下宝胜科创上市并增发。拥有省级院士工作站2个，市级院士工作站4个，国家级博士后工作站1个，省级博士后工作站4个，省级研发中心36个，工业设计中心1个，落户世界500强企业5家，高新技术企业54家。经江苏省政府批准，江苏宝应经济开发区与上海莘庄工业园设立了合作共建园区——上海莘庄工业区宝应工业园。

## 行政区划
江苏宝应经济开发区（黄塍镇）下辖以下地区：
原江苏宝应经济开发区下辖的七里社区和金湾社区，以及原黄塍镇下辖的黄塍社区、徐甸村、小垛村、新丰村、联合村、江跳村、大陆村、大李庄村和鱼桥村。